# Arent van Wassenaer
Arent van Wassenaer, pan na Voorschoten i  Duyvensvoorde (ur. 1669, zm. 1721) – holenderski arystokrata, polityk i dyplomata.
W 1715 i 1716 roku pełnił funkcje ambasadora Republiki Zjednoczonych Prowincji w Londynie.